# نهائي كأس فرنسا 1920
نهائي كأس فرنسا 1920 هي المباراة النهائية من منافسة كأس فرنسا 1919–20 ‏، أقيمت المباراة في 9 مايو 1920، في إستاد بيرجير، بين فريقي باريس تشارينتون، ونادي لوهافر، وفاز فيها باريس تشارينتون، بعد أن هزم نادي لوهافر، بنتيجة 2 - 1، وكان حكم المباراة Edmond Gérardin ‏، وحضر المباراة 8000 شخصاً.

## تفاصيل المباراة
لعبت المباراة النهائية في 9 مايو 1920.
| باريس تشارينتون               | 2 -1 | نادي لوهافر |
| ----------------------------- | ---- | ----------- |
| هنري بارد (ركلة.) · هنري بارد |      |             |